# هيثم الفزاني
هيثم حسن الفزاني لاعب كرة قدم مصري من أصل ليبي ، لعب مع ناشئي ناديي الزمالك والترسانة قبل أن ينضم لناشئي النادي الأهلي في سن الـ 16 ، ويلعب حاليًا لنادي سكر الحوامدية.

وشارك مع الأهلي مع الفريق الأول في أكثر من مباراة رسمية هامة، ومن أبرزها مباراة الجيش الملكي في كأس السوبر الأفريقي 2006 ؛ حيث شارك بديلًا للراحل محمد عبد الوهاب في الدقيقة 83 (بمعدل 37 دقيقة).

## روابط خارجية
- هيثم الفزاني